# Selección de fútbol de Barbados
La selección de fútbol de Barbados es el representativo nacional de este país. Es controlada por la Asociación de Fútbol de Barbados, perteneciente a la Concacaf, a la FIFA y a la CFU.

## Historia

### Inicios y primera eliminatoria (1929-1980)
Barbados disputó su primer cotejo internacional, el 20 de abril de 1929, ante su similar de Trinidad y Tobago, partido que concluyó con victoria de los primeros por 3:0. En la década del '30 participó a varias ediciones del Martínez Shield. en donde concedió su derrota más severa ante Guyana (en esa época, Guayana Británica), en Georgetown, en 1931, por un marcador inapelable de 9:0.
Barbados tuvo que esperar el torneo de clasificación a los Juegos Olímpicos de Múnich 1972 para disputar su primer partido de competición oficial ante la selección amateur de El Salvador, el 25 de julio de 1971, en Bridgetown, encuentro que vio a la Selecta imponerse 0:3. Dos años después, Barbados participó a la XII edición de los Juegos Centroamericanos y del Caribe de 1974, en Santo Domingo, aunque no superó la primera ronda. El 15 de agosto de 1976, Barbados derrotó a Trinidad y Tobago por 2:1 (doblete de Victor Clarke) en el marco de las eliminatorias rumbo al Mundial de 1978.

### De 1980 a 2000
En los años '80, los Bajan Braves obtuvieron el 2.º lugar en el Campeonato de la CFU de 1985, torneo que organizaron del 25 al 30 de junio de 1985. Al año siguiente disputaron la XV edición de los Juegos Centroamericanos y del Caribe realizada en Santiago de los Caballeros, certamen donde llegaron a cuartos de final, eliminados por el local República Dominicana. Al final de la década, Barbados acogió la I edición de la Copa del Caribe, sin poder superar la fase de grupos.
Recién en la década del '90, Barbados regresaría a las eliminatorias mundialistas, en el torneo preliminar al Mundial de 1994, donde volvió a ser eliminada por Trinidad y Tobago con un resultado global de 5:1. En las clasificatorias al Mundial de 1998, después de superar a Dominica con un marcador global de 2:0, Barbados fue apeada por Jamaica (0:1 en Bridgetown y 2:0 en Kingston). En la Copa del Caribe, los Bajan Braves se clasificaron al certamen de 1994 (eliminados en primera ronda) aunque no pudieron superar la ronda eliminatoria entre 1995 y 1999.

### Años 2000
El siglo XXI comenzó bien para Barbados que eliminó a Cuba en los penaltis (5 pen. 4), tras sendos empates 1:1 tanto en La Habana como en Bridgetown, en el marco de la primera fase de las eliminatorias rumbo al Mundial de 2002. Ya en la segunda fase, encuadrada en el grupo E en compañía de Estados Unidos, Guatemala y Costa Rica, consiguieron una victoria histórica en casa ante Costa Rica por 2:1, el 16 de julio de 2000, con goles de Llewellyn Riley y Michael Forde. Sin embargo después de ganar ese partido, los barbadenses perdieron los otros restantes desperdiciando la posibilidad de avanzar a la hexagonal final.
Retornarían en el 2001 a la fase final de la Copa del Caribe, aunque sin mucha fortuna tras ser nuevamente eliminados en primera vuelta. En las clasificatorias al Mundial de 2006, la selección de San Cristóbal y Nieves eliminó a Barbados en la primera fase, con un marcador global de 5:2. En 2005, Barbados organizó (por segunda vez) la XII edición de la Copa del Caribe, finalizando en 4.º lugar. También se clasificó a los torneos de 2007 y 2008, eliminada en ambas ocasiones en la fase de grupos. En el torneo preliminar al Mundial de 2010, Barbados fue eliminada por Estados Unidos, a doble partido, con un aplastante resultado global de 9:0.

### A partir de 2010
Las eliminatorias rumbo al Mundial de 2014 fueron un verdadero calvario para los Bajan Braves quienes se inclinaron en sus seis partidos ante sus adversarios del grupo B de la segunda ronda: Bermudas, Guyana y Trinidad y Tobago. Finalizaron últimos del grupo, con 2 goles anotados por 14 encajados. Luego de ser eliminada en la fase preliminar de la Copa del Caribe de 2012 y después de 17 meses de inactividad, Barbados volvió a disputar un encuentro internacional, el 2 de marzo de 2014, frente a Jamaica, en Bridgetown, encuentro que concluyó con victoria de los Reggae Boyz por 2:0.
En las eliminatorias rumbo al Mundial de 2018 se enfrentaría a las Islas Vírgenes Estadounidenses donde fue sorprendido 0:1 de local, Barbados remontaría la serie por 0:4 de visitante. Luego se enfrentaría a Aruba donde Barbados venció 0:2 a Aruba como visitante, luego Barbados vencería a Aruba por 1:0, terminando así en un global de 3:0 a favor de Barbados, pero sin embargo en el partido que le ganó a Aruba por 3:0  tenían una alineación indebida así que la FIFA decidió que la selección de Barbados quedara eliminada de la clasificatoria rumbo al mundial de 2018.

## Últimos y próximos partidos
Actualizado al último partido jugado el 10 de junio de 2025
| Fecha      | Ciudad       | Local                 | Resultado | Visitante             | Competición                     |
| ---------- | ------------ | --------------------- | --------- | --------------------- | ------------------------------- |
| 16-10-2023 | Moca         | Rep. Dominicana       | 5:2       | Barbados              | Liga Naciones Concacaf 23/24    |
| 17-11-2023 | Bridgetown   | Barbados              | 0:4       | Nicaragua             | Liga Naciones Concacaf 23/24    |
| 20-11-2023 | Look Out     | Montserrat            | 4:2       | Barbados              | Liga Naciones Concacaf 23/24    |
| 22-03-2024 | Nasáu        | Bahamas               | 2:2       | Barbados              | Partido amistoso                |
| 05-06-2024 | Willemstad   | Curazao               | 4:1       | Barbados              | Clasificación Copa Mundial 2026 |
| 09-06-2024 | Bridgetown   | Barbados              | 1:3       | Haití                 | Clasificación Copa Mundial 2026 |
| 07-09-2024 | Saint Croix  | Bahamas               | 2:3       | Barbados              | Liga Naciones Concacaf 24/25    |
| 10-09-2024 | Saint Croix  | I. Vírg. de los EE.UU | 0:3       | Barbados              | Liga Naciones Concacaf 24/25    |
| 09-10-2024 | Bridgetown   | Barbados              | 5:0       | I. Vírg. de los EE.UU | Liga Naciones Concacaf 24/25    |
| 15-10-2024 | Bridgetown   | Barbados              | 6:2       | Bahamas               | Liga Naciones Concacaf 24/25    |
| 15-11-2024 | Bridgetown   | Barbados              | 1:4       | Guyana                | Clasificación Copa Oro 2025     |
| 19-11-2024 | Leonora      | Guyana                | 5:3       | Barbados              | Clasificación Copa Oro 2025     |
| 08-05-2025 | Saint Joseph | Dominica              | 0:0       | Barbados              | Partido amistoso                |
| 11-05-2025 | Roseau       | Dominica              | 0:0       | Barbados              | Partido amistoso                |
| 04-06-2025 | Wildey       | Barbados              | 1:1       | Aruba                 | Clasificación Copa Mundial 2026 |
| 10-06-2025 | Gros Islet   | Santa Lucía           | 2:1       | Barbados              | Clasificación Copa Mundial 2026 |

## Torneos

### Copa Mundial FIFA
| Copa Mundial de Fútbol | Copa Mundial de Fútbol | Copa Mundial de Fútbol | Copa Mundial de Fútbol | Copa Mundial de Fútbol | Copa Mundial de Fútbol | Copa Mundial de Fútbol | Copa Mundial de Fútbol |
| Año                    | Ronda                  | J                      | G                      | E                      | P                      | GF                     | GC                     |
| ---------------------- | ---------------------- | ---------------------- | ---------------------- | ---------------------- | ---------------------- | ---------------------- | ---------------------- |
| 1930 - 1974            | No participó           | No participó           | No participó           | No participó           | No participó           | No participó           | No participó           |
| 1978                   | No clasificó           | No clasificó           | No clasificó           | No clasificó           | No clasificó           | No clasificó           | No clasificó           |
| 1982                   | No participó           | No participó           | No participó           | No participó           | No participó           | No participó           | No participó           |
| 1986                   | Se retiró              | Se retiró              | Se retiró              | Se retiró              | Se retiró              | Se retiró              | Se retiró              |
| 1990                   | No participó           | No participó           | No participó           | No participó           | No participó           | No participó           | No participó           |
| 1994                   | No clasificó           | No clasificó           | No clasificó           | No clasificó           | No clasificó           | No clasificó           | No clasificó           |
| 1998                   | No clasificó           | No clasificó           | No clasificó           | No clasificó           | No clasificó           | No clasificó           | No clasificó           |
| 2002                   | No clasificó           | No clasificó           | No clasificó           | No clasificó           | No clasificó           | No clasificó           | No clasificó           |
| 2006                   | No clasificó           | No clasificó           | No clasificó           | No clasificó           | No clasificó           | No clasificó           | No clasificó           |
| 2010                   | No clasificó           | No clasificó           | No clasificó           | No clasificó           | No clasificó           | No clasificó           | No clasificó           |
| 2014                   | No clasificó           | No clasificó           | No clasificó           | No clasificó           | No clasificó           | No clasificó           | No clasificó           |
| 2018                   | Descalificado          | Descalificado          | Descalificado          | Descalificado          | Descalificado          | Descalificado          | Descalificado          |
| 2022                   | No clasificó           | No clasificó           | No clasificó           | No clasificó           | No clasificó           | No clasificó           | No clasificó           |
| 2026                   | No clasificó           | No clasificó           | No clasificó           | No clasificó           | No clasificó           | No clasificó           | No clasificó           |
| Total                  | 0/23                   | -                      | -                      | -                      | -                      | -                      | -                      |

### Copa de Oro de la Concacaf
| Copa Oro de la Concacaf | Copa Oro de la Concacaf | Copa Oro de la Concacaf | Copa Oro de la Concacaf | Copa Oro de la Concacaf | Copa Oro de la Concacaf | Copa Oro de la Concacaf | Copa Oro de la Concacaf |
| Año                     | Ronda                   | J                       | G                       | E                       | P                       | GF                      | GC                      |
| ----------------------- | ----------------------- | ----------------------- | ----------------------- | ----------------------- | ----------------------- | ----------------------- | ----------------------- |
| 1963 - 1973             | No participó            | No participó            | No participó            | No participó            | No participó            | No participó            | No participó            |
| 1977                    | No clasificó            | No clasificó            | No clasificó            | No clasificó            | No clasificó            | No clasificó            | No clasificó            |
| 1981                    | Se retiró               | Se retiró               | Se retiró               | Se retiró               | Se retiró               | Se retiró               | Se retiró               |
| 1985                    | No clasificó            | No clasificó            | No clasificó            | No clasificó            | No clasificó            | No clasificó            | No clasificó            |
| 1989                    | No clasificó            | No clasificó            | No clasificó            | No clasificó            | No clasificó            | No clasificó            | No clasificó            |
| 1991                    | No clasificó            | No clasificó            | No clasificó            | No clasificó            | No clasificó            | No clasificó            | No clasificó            |
| 1993                    | No clasificó            | No clasificó            | No clasificó            | No clasificó            | No clasificó            | No clasificó            | No clasificó            |
| 1996                    | No clasificó            | No clasificó            | No clasificó            | No clasificó            | No clasificó            | No clasificó            | No clasificó            |
| 1998                    | No clasificó            | No clasificó            | No clasificó            | No clasificó            | No clasificó            | No clasificó            | No clasificó            |
| 2000                    | No clasificó            | No clasificó            | No clasificó            | No clasificó            | No clasificó            | No clasificó            | No clasificó            |
| 2002                    | No clasificó            | No clasificó            | No clasificó            | No clasificó            | No clasificó            | No clasificó            | No clasificó            |
| 2003                    | No clasificó            | No clasificó            | No clasificó            | No clasificó            | No clasificó            | No clasificó            | No clasificó            |
| 2005                    | No clasificó            | No clasificó            | No clasificó            | No clasificó            | No clasificó            | No clasificó            | No clasificó            |
| 2007                    | No clasificó            | No clasificó            | No clasificó            | No clasificó            | No clasificó            | No clasificó            | No clasificó            |
| 2009                    | No clasificó            | No clasificó            | No clasificó            | No clasificó            | No clasificó            | No clasificó            | No clasificó            |
| 2011                    | No clasificó            | No clasificó            | No clasificó            | No clasificó            | No clasificó            | No clasificó            | No clasificó            |
| 2013                    | No clasificó            | No clasificó            | No clasificó            | No clasificó            | No clasificó            | No clasificó            | No clasificó            |
| 2015                    | No clasificó            | No clasificó            | No clasificó            | No clasificó            | No clasificó            | No clasificó            | No clasificó            |
| 2017                    | No clasificó            | No clasificó            | No clasificó            | No clasificó            | No clasificó            | No clasificó            | No clasificó            |
| 2019                    | No clasificó            | No clasificó            | No clasificó            | No clasificó            | No clasificó            | No clasificó            | No clasificó            |
| 2021                    | No clasificó            | No clasificó            | No clasificó            | No clasificó            | No clasificó            | No clasificó            | No clasificó            |
| 2023                    | No clasificó            | No clasificó            | No clasificó            | No clasificó            | No clasificó            | No clasificó            | No clasificó            |
| 2025                    | No clasificó            | No clasificó            | No clasificó            | No clasificó            | No clasificó            | No clasificó            | No clasificó            |
| Total                   | 0/28                    | -                       | -                       | -                       | -                       | -                       | -                       |

### Liga de Naciones de la Concacaf
| Liga de Naciones de la Concacaf | Liga de Naciones de la Concacaf | Liga de Naciones de la Concacaf | Liga de Naciones de la Concacaf | Liga de Naciones de la Concacaf | Liga de Naciones de la Concacaf | Liga de Naciones de la Concacaf | Liga de Naciones de la Concacaf | Liga de Naciones de la Concacaf | Liga de Naciones de la Concacaf |
| Año                             | L                               | G                               | Ronda                           | J                               | G                               | E                               | P                               | GF                              | GC                              |
| ------------------------------- | ------------------------------- | ------------------------------- | ------------------------------- | ------------------------------- | ------------------------------- | ------------------------------- | ------------------------------- | ------------------------------- | ------------------------------- |
| 2019-20                         | C                               | A                               | Primer lugar                    | 6                               | 4                               | 0                               | 2                               | 14                              | 4                               |
| 2022-23                         | B                               | A                               | Cuarto lugar                    | 6                               | 1                               | 0                               | 5                               | 3                               | 9                               |
| 2023-24                         | B                               | B                               | Cuarto lugar                    | 6                               | 0                               | 0                               | 6                               | 7                               | 26                              |
| 2024-25                         | C                               | A                               | Primer lugar                    | 4                               | 4                               | 0                               | 0                               | 17                              | 4                               |
| Total                           | Total                           | Total                           | 4/4                             | 22                              | 9                               | 0                               | 13                              | 41                              | 43                              |

### Copa de Naciones de la CFU
| Año   | Ronda        | J            | G            | E            | P            | GF           | GC           |
| ----- | ------------ | ------------ | ------------ | ------------ | ------------ | ------------ | ------------ |
| 1978  | No clasificó | No clasificó | No clasificó | No clasificó | No clasificó | No clasificó | No clasificó |
| 1979  | No participó | No participó | No participó | No participó | No participó | No participó | No participó |
| 1981  | No clasificó | No clasificó | No clasificó | No clasificó | No clasificó | No clasificó | No clasificó |
| 1983  | No clasificó | No clasificó | No clasificó | No clasificó | No clasificó | No clasificó | No clasificó |
| 1985  | Subcampeón   | 3            | 0            | 3            | 0            | 2            | 2            |
| 1988  | No clasificó | No clasificó | No clasificó | No clasificó | No clasificó | No clasificó | No clasificó |
| Total | 1/6          | 3            | 0            | 3            | 0            | 2            | 2            |

### Copa del Caribe
| Año   | Ronda          | J            | G            | E            | P            | GF           | GC           |
| ----- | -------------- | ------------ | ------------ | ------------ | ------------ | ------------ | ------------ |
| 1989  | Fase de grupos | 2            | 1            | 0            | 1            | 1            | 3            |
| 1990  | Semifinalista  | 2            | 1            | 1            | 0            | 5            | 4            |
| 1991  | No participó   | No participó | No participó | No participó | No participó | No participó | No participó |
| 1992  | No clasificó   | No clasificó | No clasificó | No clasificó | No clasificó | No clasificó | No clasificó |
| 1993  | No clasificó   | No clasificó | No clasificó | No clasificó | No clasificó | No clasificó | No clasificó |
| 1994  | Fase de grupos | 3            | 0            | 2            | 1            | 3            | 5            |
| 1995  | No clasificó   | No clasificó | No clasificó | No clasificó | No clasificó | No clasificó | No clasificó |
| 1996  | No clasificó   | No clasificó | No clasificó | No clasificó | No clasificó | No clasificó | No clasificó |
| 1997  | No clasificó   | No clasificó | No clasificó | No clasificó | No clasificó | No clasificó | No clasificó |
| 1998  | No clasificó   | No clasificó | No clasificó | No clasificó | No clasificó | No clasificó | No clasificó |
| 1999  | No clasificó   | No clasificó | No clasificó | No clasificó | No clasificó | No clasificó | No clasificó |
| 2001  | Fase de grupos | 3            | 0            | 0            | 3            | 2            | 10           |
| 2005  | Cuarto lugar   | 3            | 0            | 0            | 3            | 2            | 7            |
| 2007  | Fase de grupos | 3            | 0            | 1            | 2            | 3            | 6            |
| 2008  | Fase de grupos | 3            | 0            | 0            | 3            | 4            | 8            |
| 2010  | No clasificó   | No clasificó | No clasificó | No clasificó | No clasificó | No clasificó | No clasificó |
| 2012  | No clasificó   | No clasificó | No clasificó | No clasificó | No clasificó | No clasificó | No clasificó |
| 2014  | No clasificó   | No clasificó | No clasificó | No clasificó | No clasificó | No clasificó | No clasificó |
| 2016  | No clasificó   | No clasificó | No clasificó | No clasificó | No clasificó | No clasificó | No clasificó |
| Total | 7/19           | 19           | 2            | 4            | 13           | 20           | 43           |

## Récord ante rivales de oposición
Actualizado al 10 de junio de 2025.
| Rival                   | PJ  | PG | PE | PP  | GF  | GC  |
| ----------------------- | --- | -- | -- | --- | --- | --- |
| Anguila                 | 2   | 2  | 0  | 0   | 8   | 1   |
| Antigua y Barbuda       | 8   | 6  | 1  | 1   | 16  | 9   |
| Aruba                   | 7   | 5  | 1  | 1   | 17  | 8   |
| Bahamas                 | 4   | 3  | 1  | 0   | 13  | 7   |
| Belice                  | 2   | 0  | 1  | 1   | 0   | 1   |
| Bermudas                | 13  | 4  | 4  | 5   | 16  | 19  |
| Bonaire                 | 1   | 1  | 0  | 0   | 4   | 1   |
| Canadá                  | 3   | 0  | 0  | 3   | 2   | 9   |
| Costa Rica              | 2   | 1  | 0  | 1   | 2   | 4   |
| Cuba                    | 9   | 0  | 4  | 5   | 3   | 12  |
| Curazao                 | 5   | 3  | 1  | 1   | 5   | 5   |
| Dominica                | 14  | 7  | 4  | 3   | 18  | 11  |
| El Salvador             | 1   | 0  | 0  | 1   | 0   | 3   |
| Estados Unidos          | 4   | 0  | 0  | 4   | 0   | 20  |
| Finlandia               | 1   | 0  | 1  | 0   | 0   | 0   |
| Granada                 | 27  | 9  | 16 | 2   | 46  | 32  |
| Guadalupe               | 4   | 1  | 1  | 2   | 3   | 4   |
| Guatemala               | 3   | 0  | 1  | 2   | 1   | 5   |
| Guyana                  | 19  | 5  | 5  | 9   | 30  | 33  |
| Haití                   | 3   | 0  | 0  | 3   | 3   | 9   |
| Irlanda del Norte       | 1   | 0  | 1  | 0   | 1   | 1   |
| Islas Caimán            | 3   | 2  | 0  | 1   | 11  | 4   |
| Isl. Vírg. Británicas   | 1   | 1  | 0  | 0   | 2   | 1   |
| Isl. Vírg. de los EEUU  | 7   | 6  | 0  | 1   | 20  | 1   |
| Islas Turcas y Caicos   | 1   | 1  | 0  | 0   | 2   | 0   |
| Jamaica                 | 14  | 2  | 2  | 10  | 9   | 24  |
| Martinica               | 8   | 1  | 2  | 5   | 12  | 19  |
| Montserrat              | 4   | 1  | 0  | 3   | 11  | 10  |
| Nicaragua               | 4   | 1  | 0  | 3   | 2   | 10  |
| Panamá                  | 1   | 0  | 0  | 1   | 0   | 1   |
| Puerto Rico             | 3   | 1  | 0  | 2   | 2   | 2   |
| República Dominicana    | 4   | 0  | 0  | 4   | 2   | 13  |
| San Cristóbal y Nieves  | 12  | 4  | 2  | 6   | 19  | 21  |
| San Vicente y las Grnd. | 16  | 6  | 5  | 5   | 25  | 21  |
| Saint-Martin            | 2   | 1  | 0  | 1   | 4   | 1   |
| Santa Lucía             | 9   | 3  | 2  | 4   | 17  | 13  |
| Suecia                  | 1   | 0  | 0  | 1   | 0   | 4   |
| Surinam                 | 6   | 2  | 3  | 1   | 9   | 4   |
| Trinidad y Tobago       | 20  | 2  | 4  | 14  | 10  | 43  |
| Total                   | 249 | 81 | 62 | 106 | 345 | 386 |

## Jugadores

### Última Convocatoria
Los siguientes jugadores fueron convocados para los partidos de Liga de Naciones frente a  Guyana, el 15 y 19 de noviembre de 2024.
Datos actualizados después del partido ante  Guyana el 19 de noviembre de 2024.
| No. | Pos. | Jugador                 | Fecha de nacimiento (edad)         | Apa. | Goles | Club                      |
| --- | ---- | ----------------------- | ---------------------------------- | ---- | ----- | ------------------------- |
| 18  | POR  | Kishmar Primus          | 9 de abril de 1998 (27 años)       | 23   | 0     | Weymouth Wales            |
| 1   | POR  | Jireh Malcolm           | 21 de noviembre de 2006 (18 años)  | 2    | 0     | Paradise SC               |
| 21  | POR  | Corey Bridgeman         | 17 de julio de 1991 (33 años)      | 1    | 0     | Agente libre              |
| 21  | POR  | Nashton Browne          | 12 de abril de 2001 (24 años)      | 0    | 0     | UWI Blackbirds FC         |
|     |      |                         |                                    |      |       |                           |
| 2   | DEF  | Ricardio Morris         | 24 de abril de 1993 (32 años)      | 34   | 0     | Weymouth Wales            |
| 3   | DEF  | Andre Applewhaite       | 3 de junio de 2002 (23 años)       | 22   | 3     | Appalachian FC            |
| 20  | DEF  | Nicoli Brathwaite       | 24 de diciembre de 2000 (24 años)  | 19   | 0     | ACS Progresul Ezeriș      |
| 12  | DEF  | Carl Hinkson            | 14 de abril de 1997 (28 años)      | 16   | 1     | Agente libre              |
| 5   | DEF  | Nathan Walters-Harewood | 24 de enero de 2000 (25 años)      | 4    | 0     | Altitude FC               |
| 22  | DEF  | Jayden Goodridge        | 17 de noviembre de 2004 (20 años)  | 0    | 0     | Agente libre              |
|     |      |                         |                                    |      |       |                           |
| 8   | MED  | Hadan Holligan          | 11 de septiembre de 1996 (28 años) | 50   | 5     | Weymouth Wales            |
| 4   | MED  | Mario Williams          | 19 de agosto de 1992 (32 años)     | 45   | 0     | Weymouth Wales            |
| 7   | MED  | Ackeel Applewhaite      | 17 de julio de 1999 (25 años)      | 39   | 0     | Weymouth Wales            |
| 10  | MED  | Niall Reid-Stephen      | 8 de septiembre de 2001 (23 años)  | 19   | 11    | South Georgia Tormenta FC |
| 6   | MED  | Sheran Hoyte            | 21 de febrero de 2000 (25 años)    | 10   | 2     | Brittons Hill             |
| 16  | MED  | Kevon Lucas             | 11 de marzo de 2004 (21 años)      | 6    | 0     | Agente libre              |
| 15  | MED  | Ethan Taylor            | 9 de enero de 2005 (20 años)       | 5    | 1     | Agente libre              |
| 14  | MED  | Jaylan Gilkes           | 28 de junio de 2002 (22 años)      | 4    | 0     | Barbados Soccer Academy   |
| 19  | MED  | Darian King             | 26 de abril de 1992 (33 años)      | 1    | 0     | Wotton FC                 |
|     |      |                         |                                    |      |       |                           |
| 9   | DEL  | Omani Leacock           | 1 de mayo de 1998 (27 años)        | 31   | 4     | Waterhouse F.C.           |
| 11  | DEL  | Nadre Butcher           | 6 de marzo de 2004 (21 años)       | 20   | 1     | Real SC                   |
| 17  | DEL  | Thierry Gale            | 1 de mayo de 2002 (23 años)        | 15   | 8     | Piast Gliwice             |
| 13  | DEL  | Khalil Vanderpool-Nurse | 14 de marzo de 2005 (20 años)      | 4    | 0     | Ytterhogdals IK           |
| 23  | DEL  | Jaron Ougherson         | 11 de mayo de 2001 (24 años)       | 4    | 0     | UWI Blackbirds FC         |

## Entrenadores
- Keith Griffith (1994)[11]
- Edward Smith (1996)[12]
- Eyre Sealy (1998)[13]
- Horace Beckles (2000)[14]
- Sherlock Yarde (2001)[15]
- Allison John (2003)[16]
- Kenville Layne (2003–2004)[16][17]
- Mark Doherty (2005)[18]
- Eyre Sealy (2007–2008)[19]
- Thomas Jordan (2008-2011)[19]
- Colin Forde (2011–2014)[19][20]
- Marcos Falopa (2014–2015)[21][22]
- Collin Harewood (2015–2017)[23][24][25]
- Ahmed Mohamed Ahmed (2017)[26]
- Russell Latapy (2019–2022)[27][28]
- Orlando da Costa (2022–2023)[29][30]
- Emmerson Boyce (interino- 2023–2024)[30][31]
- Kent Hall (2024–presente)[2]